# Đường tỉnh 744
Tỉnh lộ 744 là một tuyến giao thông đường bộ của tỉnh Bình Dương.
Điểm bắt đầu tại ngã 3 Suối Giữa giao nhau với Quốc lộ 13 trong thành phố Thủ Dầu Một. Tuyến đường này chạy qua địa bàn các phường Tương Bình Hiệp, Tân An, Hiệp An, xã Phú An, phường An Tây (Bến Cát), xã Thanh Tuyền, Thanh An (Dầu Tiếng), thị trấn Dầu Tiếng. Điểm kết thúc là ngã 3 An Lộc giao nhau với tỉnh lộ 749B tại ấp 3, xã Minh Tân thuộc huyện Dầu Tiếng. Toàn tuyến có chiều dài 67 km.
Đoạn qua thành phố Thủ Dầu Một đang được nâng cấp mở rộng lên 6 làn xe và đặt tên là đường Nguyễn Chí Thanh.